# Кубок Кремля 1997
Кубок Кремля 1997 — международный теннисный турнир, который проходил в Москве осенью 1997 года в спорткомплексе «Олимпийский». Это был восьмой в истории Кубок Кремля, и во второй раз был проведён турнир не только среди мужчин, но и среди женщин. Женский турнир проходил с 27 октября по 2 ноября, а мужской со 3 по 9 ноября. Женский турнир имел 1-ю категорию WTA, мужской — ATP World series.
Прошлогодние чемпионы:
- мужской одиночный разряд:  Горан Иванишевич
- женский одиночный разряд:  Кончита Мартинес
- мужской парный разряд:  Рик Лич /  Андрей Ольховский
- женский парный разряд:  Наталья Медведева /  Лариса Савченко-Нейланд

## Соревнования

### Мужской одиночный разряд
Евгений Кафельников обыграл  Петра Корду со счётом 7-6(2), 6-4.
- Кафельников выигрывает 3-й титул в сезоне и 14-й за карьеру в основном туре ассоциации.
- Корда уступает свой 3-й финал в сезоне и 17-й за карьеру в основном туре ассоциации.

### Мужской парный разряд
Мартин Дамм /  Цирил Сук обыграли  Дэвида Адамса /  Фабриса Санторо со счётом 6-4, 6-3.
- Дамм выигрывает 3-й титул в сезоне и 11-й за карьеру в основном туре ассоциации.
- Сук выигрывает 1-й титул в сезоне и 17-й за карьеру в основном туре ассоциации.

### Женский одиночный разряд
Яна Новотна обыграла  Ай Сугияму со счётом 6-3, 6-4.
- Новотна выигрывает 3-й титул в сезоне и 18-й за карьеру в туре ассоциации.
- Сугияма уступает свой 2-й финал в сезоне и 4-й за карьеру в туре ассоциации.

### Женский парный разряд
Аранча Санчес-Викарио /  Наталья Зверева обыграли  Яюк Басуки /  Каролину Вис на дисквалификации соперниц при счёте 5-3 в свою пользу.
- Третий случай в истории турнира, когда победитель титульного матча определён досрочно. Два предыдущих пришлись на мужское парное соревнование.